# 院内コンサート
院内コンサート（いんないコンサート）は、主に病院等の医療施設において患者や地域住民に向けて行うコンサートのことを指す。演奏は、医療従事者が行うケースや、外部に依頼するケースがある。

## 概要
特徴として、演奏者と聴衆の距離が近いことが挙げられている。
音楽療法や緩和ケアの一環として院内コンサートを行う施設もある。
院内コンサートのために医療従事者により結成されたオーケストラも存在する。